# Monolog o Splitu (1962.)
Monolog o Splitu, kratki film redatelja Ivana Martinca.:131, 132, 134, 137